# AvaTrade
AvaTrade är en valutahandels- (forex) och contract for difference (CFD)-mäklare med säte i Dublin, Irland. Genom dess handelsplattformar och mobilappar, erbjuder företaget handel på många olika marknader, inklusive  valutor,  råvaror, aktieindex,  aktier,  börshandlade fonder, bitcoin  samt obligationer.

## Bakgrund
AvaTrade grundades som Ava FX 2006 av Emanuel Kronitz, Negev Nosatzki och Clal Finance. Målet för gruppen finansexperter med att skapa företaget, genom den av Kronitz och Nosatzki ledda AvaGruppen, var att skapa en kundtjänstorienterad forexmäklare.  År 2013 ändrade AvaFX sitt namn till AvaTrade för att bättre spegla företagets expansion bortom forexmäklarskap till ett bredare utbud av finansiella tjänster, inklusive aktier, index (däribland Dow Jones och Standard & Poor), råvaror och obligationer. År 2013 uppgav AvaTrade att de hade fler än 200 000 registrerade kundkonton i over 160 länder, som placerar över 2 miljoner affärer i månaden.

## Verksamhet

### Kontor
AvaTrade har sitt huvudkontor i Dublin, Irland, med sitt ägarbolag på Brittiska Jungfruöarna, samt kontor och försäljningscenter i Tokyo, Japan; Milano Italien; Paris, Frankrike; Sydney, Australien; Shanghai, Kina; och Ulan Bator, Mongoliet.

### Reglering
AvaTrade regleras i Europeiska unionen av den irländska centralbanken (Central Bank of Ireland), i Australien av Australian Securities & Investments Commission, i de Brittiska Jungfruöarna av British Virgin Islands Financial Services Commission, i Syd Afrika av Financial Sector Conduct Authority, i Israel av Israel Securities Authority, i mellanöstern av Abu Dhabi Global Markets  Financial Regulatory Services Authority,  samt i Japan av Financial Services Agency, the Financial Futures Association of Japan och the Commodities Futures Association of Japan. Företaget erbjuder sina tjänster till handlare världen över, inklusive USA.  Dess starkaste marknader utgörs av Europeiska unionen, Mellanöstern och Asien.

## Produkter och plattformar
AvaTrade erbjuder “spot-handel” huvudsakligen genom MetaTrader 4 (MT4) och företagets mjukvara AvaTrader (ACT). Båda handelsplattformar erbjuds även som webbaserade och mobilappar. Företaget erbjuder även automatiserade handelsplattformar, från Mirror Trader, ZuluTrade etc.
I april 2013 lanserade AvaTrade AvaOptions, en handelsplattform som låter kunderna köpa och sälja vanilj-valutaoptioner och verkställa mer komplexa investerar- och återsäkringsstrategier.
I augusti 2013 blev AvaTrade den andra forexmäklaren att erbjuda bitcoinhandel på nätet, med lanseringen av bitcoinhandel i form av CFD-handel på både dess egna AvaTrader och MT4-plattformen.
I februari 2014 lanserade företaget Hush Trade, en utbildningswebbsida som ger dess kunder strategitips, utbildningsmaterial m.m. från professionella handlare. 

## Förvärv
I juli 2010 köpte AvaTrade den japanska forexmäklaren Art Co. I mars 2011 tog företaget över mäklaren eForex kundregister (förutom de amerikanska kunderna). I juni 2011 tog de över kunder och kundtillgångar utanför EU från Finotec Trading UK Limited. I juli 2014 bekräftade AvaTrade att det hade övertagit den Sydney-baserade mäklaren YouTradeFX kundregister och överförde därmed YouTradeFX-kunderna till AvaTrade-plattformen.

## Utmärkelser (utvalda)
- Daily Forex, Bäst kundtjänst, 2009[4]
- World Finance Foreign Exchange Awards: Bästa forexmäklare i Kanda, Mest transparenta, Bästa forexmäklare BVI, Bästa forexmäklare mellanöstern, Bästa islamiska forexleverantör, 2010[4]
- Investing.com, Utmärkelse för kapitalsäkerhet, 2013[24]
- FX Empire, Bästa forexmäklare, 2014[25]
- Daily Forex, rankad #2, 2014[15]
- Daytrading.com, Best forex broker 2019[26]
- Daytrading.com, Best trafding app 2021[27]
- Daytrading.com, Best overall broker 2022[28]